# العلاقات الصينية السلوفاكية
العلاقات الصينية السلوفاكية هي العلاقات الثنائية التي تجمع بين الصين وسلوفاكيا.

## مقارنة بين البلدين
هذه مقارنة عامة ومرجعية للدولتين:
| وجه المقارنة                                              | الصين                    | سلوفاكيا                                                       |
| --------------------------------------------------------- | ------------------------ | -------------------------------------------------------------- |
| المساحة (كم2)                                             | 9.60 مليون               | 49.03 ألف                                                      |
| عدد السكان (نسمة)                                         | 1.33 مليار               | 5.44 مليون                                                     |
| الكثافة السكانية (ن./كم²)                                 | 138.54                   | 110.95                                                         |
| العاصمة                                                   | بكين                     | براتيسلافا                                                     |
| اللغة الرسمية                                             | اللغة الصينية القياسية   | اللغة السلوفاكية                                               |
| العملة                                                    | رنمينبي                  | كرونة سلوفاكية، يورو                                           |
| الناتج المحلي الإجمالي (بليون دولار)                      | 12.24 تريليون            | 95.77 مليار                                                    |
| الناتج المحلي الإجمالي (تعادل القوة الشرائية) بليون دولار | 19.82 تريليون            | 162.34 مليار                                                   |
| الناتج المحلي الإجمالي الاسمي للفرد دولار أمريكي          | 8.03 ألف                 | 16.09 ألف                                                      |
| الناتج المحلي الإجمالي للفرد دولار أمريكي                 | 13.21 ألف                | 30.46 ألف                                                      |
| مؤشر التنمية البشرية                                      | 0.728                    | 0.844                                                          |
| رمز المكالمات الدولي                                      | +86                      | +421                                                           |
| رمز الإنترنت                                              | .cn، .中国 ‏، .中國 ‏      | .sk                                                            |
| المنطقة الزمنية                                           | توقيت الصين، ت ع م+08:00 | توقيت وسط أوروبا، ت ع م+01:00، ت ع م+02:00، أوروبا/براتيسلافا ‏ |

## مدن متوأمة
في ما يلي قائمة باتفاقيات التوأمة بين مدن صينية وسلوفاكية:
- ترتبط شانغهاي مع إقليم براتيسلافا باتفاقية توأمة منذ 2006.[14][14][14][14]
- ترتبط تشانغتشون مع جيلينا باتفاقية توأمة منذ 2014.[15][15][15][15]

## منظمات دولية مشتركة
يشترك البلدان في عضوية مجموعة من المنظمات الدولية، منها:
| علم المنظمة | اسم المنظمة                               | تاريخ انضمام الصين | تاريخ انضمام سلوفاكيا |
| ----------- | ----------------------------------------- | ------------------ | --------------------- |
|             | مؤسسة التنمية الدولية                     | 24 سبتمبر 1960     | 1993                  |
|             | يونسكو                                    | 4 نوفمبر 1946      | 9 فبراير 1993         |
|             | وكالة ضمان الاستثمار متعدد الأطراف        | 30 أبريل 1988      | 1993                  |
|             | الأمم المتحدة                             | 25 أكتوبر 1971     | 19 يناير 1993         |
|             | الفريق المعني برصد الأرض                  | ?                  | ?                     |
|             | الاتحاد البريدي العالمي                   | ?                  | ?                     |
|             | البنك الدولي للإنشاء والتعمير             | 27 ديسمبر 1945     | 1993                  |
|             | الاتحاد الدولي للاتصالات                  | 1 سبتمبر 1920      | 23 فبراير 1993        |
|             | منظمة حظر الأسلحة الكيميائية              | ?                  | ?                     |
|             | مؤسسة التمويل الدولية                     | 15 يناير 1969      | 1993                  |
|             | المركز الدولي لتسوية المنازعات الاستشارية | 6 فبراير 1993      | 26 يونيو 1994         |
|             | منظمة التجارة العالمية                    | 11 ديسمبر 2001     | ?                     |
|             | مجموعة الموردين النوويين                  | ?                  | ?                     |
|             | منظمة الشرطة الجنائية الدولية             | ?                  | ?                     |

## وصلات خارجية
- موقع وزارة الخارجية الصينية
- موقع وزارة الخارجية السلوفاكية